# Estación de Paterna
Paterna es una estación terminal de la línea 2 de Metrovalencia. Se encuentra en la calle Vicente Cardona, en el término municipal de Paterna.
Por obras de duplicación de vía en Fuente del Jarro, del 28 de marzo al 24 de diciembre de 2024, permaneció suspendido el servicio en el tramo Llíria-Paterna.